# Voják a tanečnice
Voják a tanečnice, H. 162 (El soldat i la ballarina), és una òpera còmica en tres actes composta per Bohuslav Martinů els anys 1926 i 1927, sobre un llibret en txec de Jan Löwenbach (sota el pseudònim de J. L. Budín) basat lleugerament en la comèdia Pseudolus de Plaute. Es va estrenar el 5 de maig de 1928 al Teatre Nacional de Brno.

## Origen i context
La primera òpera de Martinů (d'un total de setze), El soldat i la ballarina va ser creada en els anys inicials de l'estada de Martinů a París (1926-1927), moment en què feia un esforç per reflectir les diferents tendències de la música contemporània i en què les influències poden rastrejar-se en les seves composicions. Martinů ja havia fet un intent de compondre una òpera abans de 1920, però va ser per primera vegada en la dècada de 1920 que va començar una intensa recerca d'un llibret adequat. La recerca es van reforçar amb una oferta específica per a la producció d'una nova obra operística a Brno, com està documentat en una carta a Vítězslav Nezval. Nezval no sembla haver estat interessat en treballar en aquesta òpera.
Martinů va començar poc després a treballar en l'adaptació d'un llibret de Löwenbach basat en Pseudolus, comèdia romana de Plaute. Löwenbach probablement coneixia Martinů des del 1924, i també havien coincidit el 1925 a les pàgines de la quarta edició de la publicació musical txeca Listy Hudební, en la què tres articles de Löwenbach i sis per Martinů van aparèixer. Les opinions expressades en els articles documenten les expectatives favorables que Löwenbach tenia de Martinů i que portarien a la seva col·laboració. El 1925, Löwenbach, que era deu anys més gran que Bohuslav Martinů, que tenia només trenta-cinc anys, va veure en Martinů un prometedor compositor que tenia el potencial com per fer una contribució a la música txeca moderna.
Des del principi, es va complicar el procés de la gènesi de l'òpera El soldat i la ballarina. Els dos artistes tenien diferents enfocaments, però la creació d'una nova òpera representava per tots dos una gran oportunitat. Cada un d'ells, però, tenia una idea diferent sobre com aconseguir això. Löwenbach va crear un llibret que reflecteix els elements del teatre dramàtic modern. La seva adaptació d'una antiga comèdia de Plaute exhibeix elements del teatre èpic utilitzant l'efecte de distanciament bàsic. Martinů veia el poder de l'òpera més en termes dels seus aspectes musicals, com faria més tard en la dècada de 1930. Finalment es va arribar a un consens entre els dos artistes, en les paraules de Jan Löwenbach, sobre la «nova òpera buffa».

## Representacions
És un exemple original d'absorció de diverses influències que no va ser entesa pels crítics contemporanis. La freqüència de les primeres representacions d'obres teatrals de Martinů al Teatre Nacional de Brno indica que l'estrena de la seva primera òpera no va ser una coincidència, sinó que formava part d'un aspecte deliberat de la programació de l'organització. Entre 1925 i 1936, les obres de Martinů es van realitzar a Brno amb relativa freqüència. Voják a tanečnice s'esperava que fos un èxit donat el que va aconseguir anteriorment a Brno el ballet Kdo je na světě nejmocnější (Qui és el més poderós en el món) i també en vista del fet que es va associar a l'òpera Jonny spielt auf d'Ernst Křenek, que va ser molt popular en el moment.
La reacció a l'estrena van ser més aviat tímida. El fet que l'òpera havia estat composta a París van tenir un paper, com es desprèn dels matisos negatius en alguns comentaris, i per un esforç per polaritzar artificialment influències estrangeres de la música nacional txeca que els temps demanaven, cosa amb la qual Martinů ja tenia experiència, per exemple, en les reaccions per a la representació a Brno de Vzpoura (La revolta). La majoria de les crítics van fer èmfasi en la incapacitat per captar i classificar el gènere de l'òpera a causa de la impossibilitat d'assignar a Voják a tanečnice una definició estilística sense ambigüitats. El resultat d'aquesta incertesa fou posar en dubte la conveniència de la realització d'una obra com aquesta a l'edifici històric del Teatre Nacional de Brno.
A part de la seva estrena, l'òpera només ha estat produïda en tres ocasions (1966 a Olomouc, 1990 a Ostrava i 2001 Òpera de Praga).